# Fanudsch (Verwaltungsbezirk)
Fanudsch (persisch شهرستان فنوج) ist ein Schahrestan in der Provinz Sistan und Belutschistan im Iran. Er enthält die Stadt Fanudsch, welche die Hauptstadt des Verwaltungsbezirks ist. 

## Demografie
Bei der Volkszählung 2016 betrug die Einwohnerzahl des Schahrestan 49.161. Die Alphabetisierung lag bei 66 Prozent der Bevölkerung. Knapp 27 Prozent der Bevölkerung lebten in urbanen Regionen.
| Zensusjahr | Einwohnerzahl |
| ---------- | ------------- |
| 2011       | 45.637        |
| 2016       | 49.161        |